# Karlsfeld
Karlsfeld település Németországban, azon belül Bajorországban. Lakosainak száma 22 101 fő (2023. december 31.).

## Népesség
A település népessége az elmúlt években az alábbi módon változott:
| Lakosok száma | 2024 | 13 717 | 13 650 | 18 578 | 18 949 | 20 096 | 20 597 | 21 596 | 21 853 | 22 101 |
|               | 1950 | 1975   | 1987   | 2012   | 2013   | 2015   | 2016   | 2019   | 2021   | 2023   |